# 撒克遜英雄傳
《艾凡赫》（英語：Ivanhoe，/ˈaɪvənˌhoʊ/）是蘇格蘭作家華特·司各特爵士在1820年發表的長篇歷史小說，結合架空的主人公和真實歷史事件。被多次改編成電影、電視劇等。

## 内容
1192年，英格兰国王理查一世在参加十字军东侵的活动后在回国的途中被奥地利公爵绑架，1193年，奥地利公爵將其转卖给了神圣罗马帝国皇帝，神圣罗马帝国皇帝向英格兰勒索15万马克的赎金，此时理查一世的弟弟约翰亲王隐瞒了其兄被绑架的事实被宣布其已死亡，随后自己登上王位。
忠于理查一世的骑士艾凡赫在欧洲大陆四处寻访，历经千辛万苦，打探到了理查一世仍然活着的事实，随后四处筹集赎金，以便将理查一世救回，约翰亲王从中给予破坏，艾凡赫击败了约翰亲王阴谋，成功的将理查一世救回。约翰亲王随后被迫向理查一世下跪效忠。

## 登場人物
- 艾凡赫（Sir Wilfred of Ivanhoe）─主人公
- 塞德利克（Cedric of Rosewood）─艾凡赫之父
- 羅文娜（Rowena of Halgotstandsteed）─艾凡赫的青梅竹馬
- 阿澤斯坦（Aethelstane of Coningsborough）─撒克遜地主
- 黑騎士（Black Knight）
- 羅賓漢 （Robert Locksley）─綠林好漢
- 托克修士（Friar Tuck）─羅賓漢部下
- 汪巴（Wamba）─塞德利克家的小丑
- 葛爾茲（Gurth）─塞德利克家的牧豬人
- 艾薩克（Isaac of York）─高利貸主
- 蕾貝卡（Rebecca）─艾薩克的女兒
- 艾梅長老（Prior Aymer）─基督教修士
- 波阿．基爾勃（Brian de Bois-Guilbert）─聖殿騎士
- 佛朗．得．別夫（Reginald Front-de-Boeuf）─諾曼貴族
- 狄布萊西（Maurice De Bracy）─諾曼貴族
- 瓦第馬．費測斯（Waldemar Fitzurse）─諾曼貴族
- 理查一世（King Richard）─英格蘭國王
- 約翰親王（Prince John）─理查一世之弟

## 汉语譯本
- 1905年，《撒克逊劫后英雄略》， 林纾和魏易和译，清朝
- 1985年， 賴以立翻譯，志文出版社，台北
- 1978年，刘尊棋、章益译，人民文学出版社，中国大陆
- 2004年，王天明译，译林出版社，中国大陆
- 2007年，徐菊译，长江文艺出版社，中国大陆

## 外部連結
- Online text on Wikisource
- Ivanhoe - 古腾堡计划
- Online edition at eBooks@Adelaide （页面存档备份，存于）
- Full text online in HTML at dustylibrary.com, by chapter
- First edition at Google Books: Volume 1, Volume 2, Volume 3
- LibriVox中的公有领域有声书《Ivanhoe》
- Ivanhoe Map （页面存档备份，存于）
- Page on Ivanhoe at the Walter Scott Digital Archive（页面存档备份，存于）